# Rhingia nasuta
Rhingia nasuta là một loài ruồi trong họ Ruồi giả ong (Syrphidae). Loài này được Linnaeus miêu tả khoa học đầu tiên năm us ?. Rhingia nasuta phân bố ở miền Tân bắc